# Сеченівське гальмування
У 1862 році І. М. Сєченовим був відкритий вплив ретикулярної формації стовбура головного мозку на діяльність рухових центрів спинного мозку. Механізм гальмування рефлексів спинного мозку можна пояснити постсинаптичним гальмуванням мотонейронів, впливом на проміжні інтернейрони або на терміналі аферентних волокон, які входять в спинний мозок. Зараз відомо, що локальне подразнення гігантоклітинного ядра ретиулярної формації довгастого мозку зумовлює гальмування згинальних та розгигальних рефлексів спинного мозку.